# Okocimski KS Brzesko
Okocimski KS Brzesko is een omnisportclub uit de Poolse stad Brzesko. De club is opgericht in 1933 onder de naam Okocimski Klub Narciarski. De eerste voorzitter was industrieel en politicus Antoni Jan Goetz-Okocimski en de club was sterk verbonden met diens Browar Okocim (Okocim brouwerij). De club begon met skiën en daarna volgende meerdere sporten. Na de Tweede Wereldoorlog kwam de club uit onder de namen Spójnia Brzesko  en Sparta Brzesko voor op 16 februari 1957 de huidige naam aangenomen werd. 
Naast de volleybalafdeling is de voetbalafdeling het bekendst. In het seizoen 1994/95 werd het beste resultaat behaald met een vierde plaats in de I liga. Ook werd tweemaal (1951 en 1996) de achtste finale van het bekertoernooi behaald. Begin deze eeuw was de club weggezakt naar het vierde niveau. In 2006 promoveerde de club naar de II liga en in 2012 weer naar de I liga. In 2014 degradeerde de club en zakte een jaar later direct door naar de II liga. Halverwege het seizoen 2015/16 trok de club zich terug uit de competitie om medio 2016 een doorstart te maken op het zesde niveau.

## Externe link

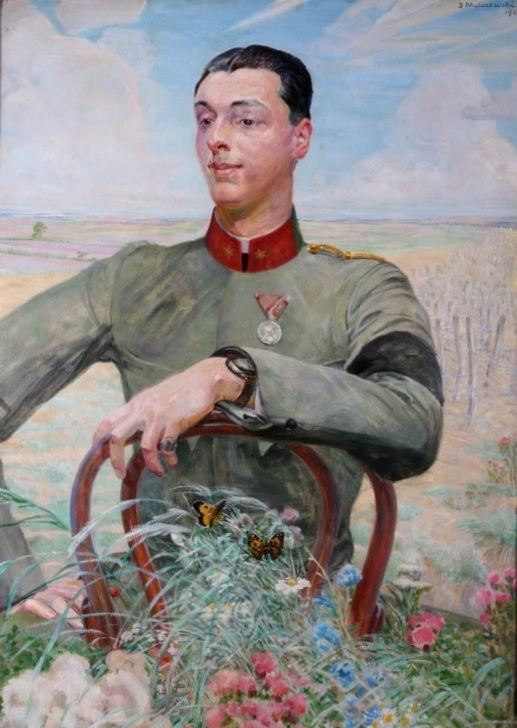
Portret van cluboprichter Goetz-Okocimski van Jacek Malczewski

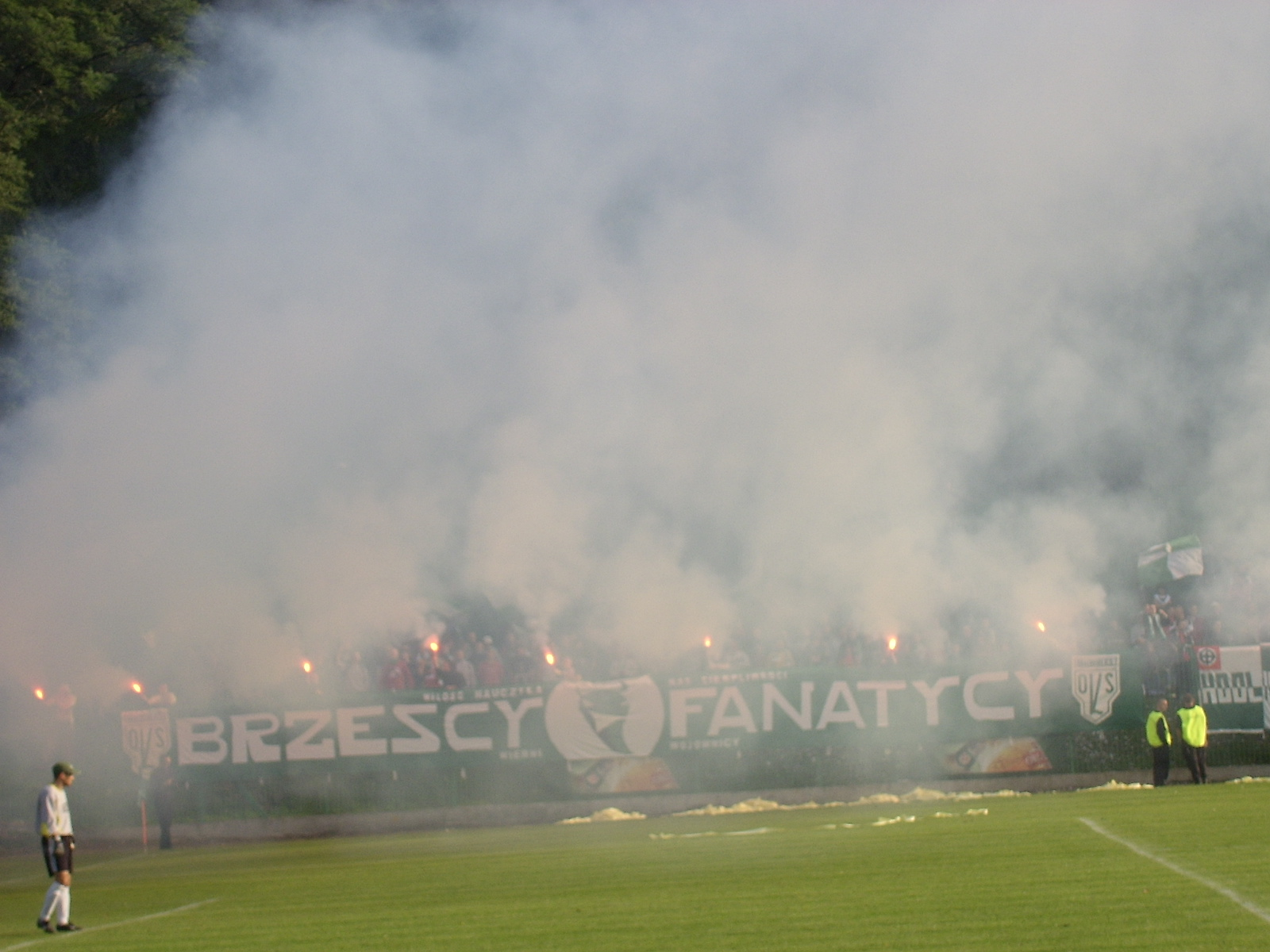
Supporters van Okocimski KS Brzesko